# بينغ ميلر
بينغ ميلر (بالإنجليزية: Bing Miller) هو لاعب كرة قاعدة أمريكي، ولد في 30 أغسطس 1894 في فينتون في الولايات المتحدة، وتوفي في 7 مايو 1966 في فيلادلفيا في الولايات المتحدة بسبب حادث مرور.

## وصلات خارجية
- بينغ ميلر على موقعبيزبول رفرنس.كوم (الدوري الرئيسي) (الإنجليزية)
- بينغ ميلر على موقع قاعة آيوا للمشاهير الرياضية (الإنجليزية)